# 狮子丘

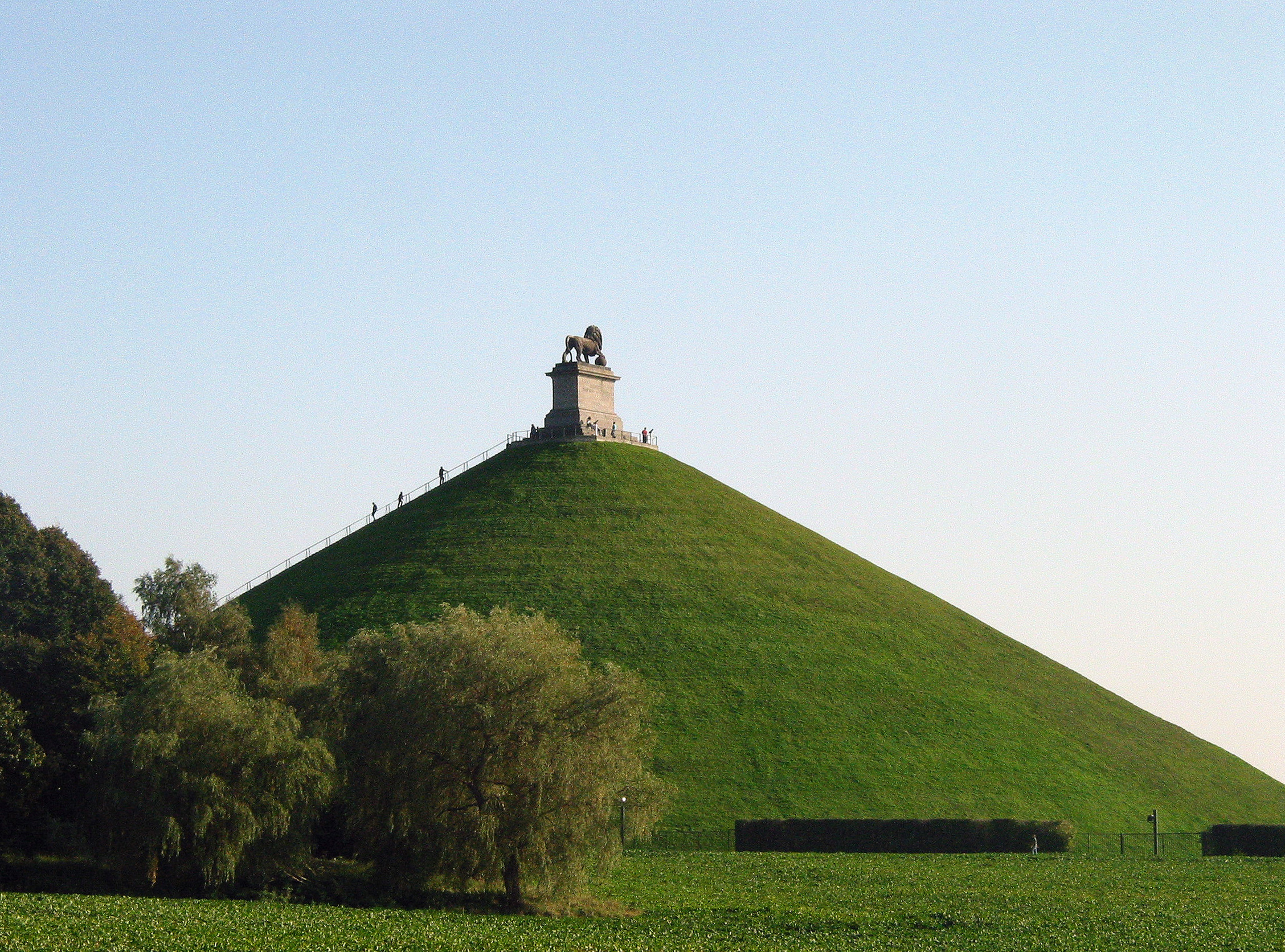
滑铁卢战场上巨大的狮子丘

狮子丘（法語：Butte du Lion, lit.“滑铁卢之狮”）是一座巨大的锥形人工山丘，位于比利时瓦隆大区瓦隆布拉班特省的布赖讷拉勒。1820年，荷兰国王威廉一世下令修建，1826年竣工。它是用来纪念在滑铁卢战役中，奧蘭治親王（威廉二世）在马上中弹，肩膀受伤。它也用来纪念两天前，即1815年6月16日发生的四臂村戰役。
这座山丘可以俯瞰战场，在周围的狮子村（法語：le Hameau du Lion）中有相关博物馆和小酒馆。 游客可以付费爬上土丘的226级台阶，通往雕像及其周围瞭望台（那里有记录战斗的地图，和观测望远镜）；同样的费用还可以入场观看画作 《滑铁卢战役全景》。

## 设计

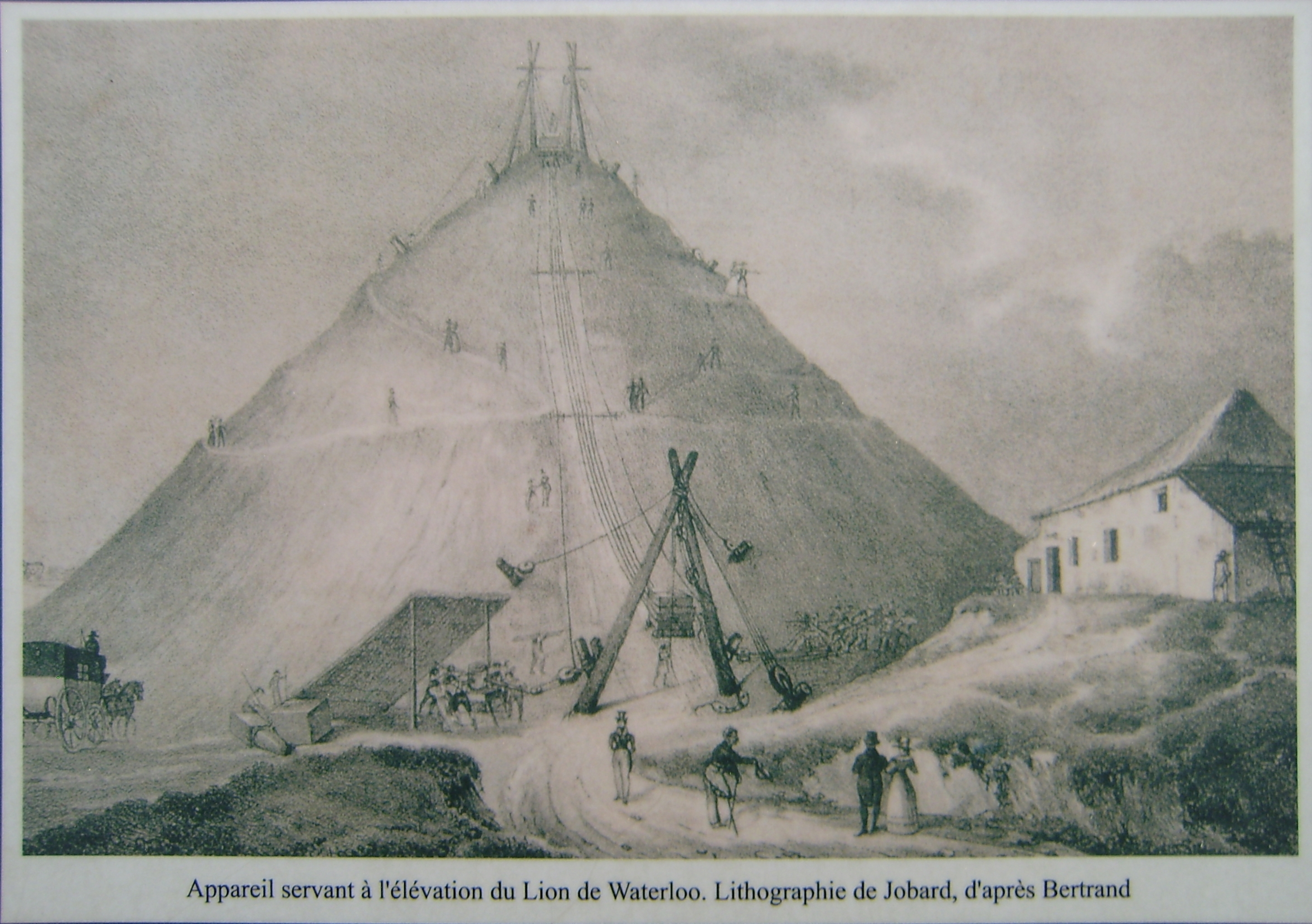

应威廉一世之命，皇家建筑师查理•范德•斯特雷顿设计了这座纪念碑。工程师让•巴蒂斯特•维夫奎因将其视为同盟胜利的象征，而非美化任何个人。

## 山丘
这座山丘高43米，周长520米。
维克多·雨果在他的小说《悲惨世界》中写道，惠灵顿公爵在土丘建成两年后访问了该地点，说：“他们改变了我的战场！” 然而，雨果所描述的所谓的惠灵顿言论未被记录在案。

## 雕像

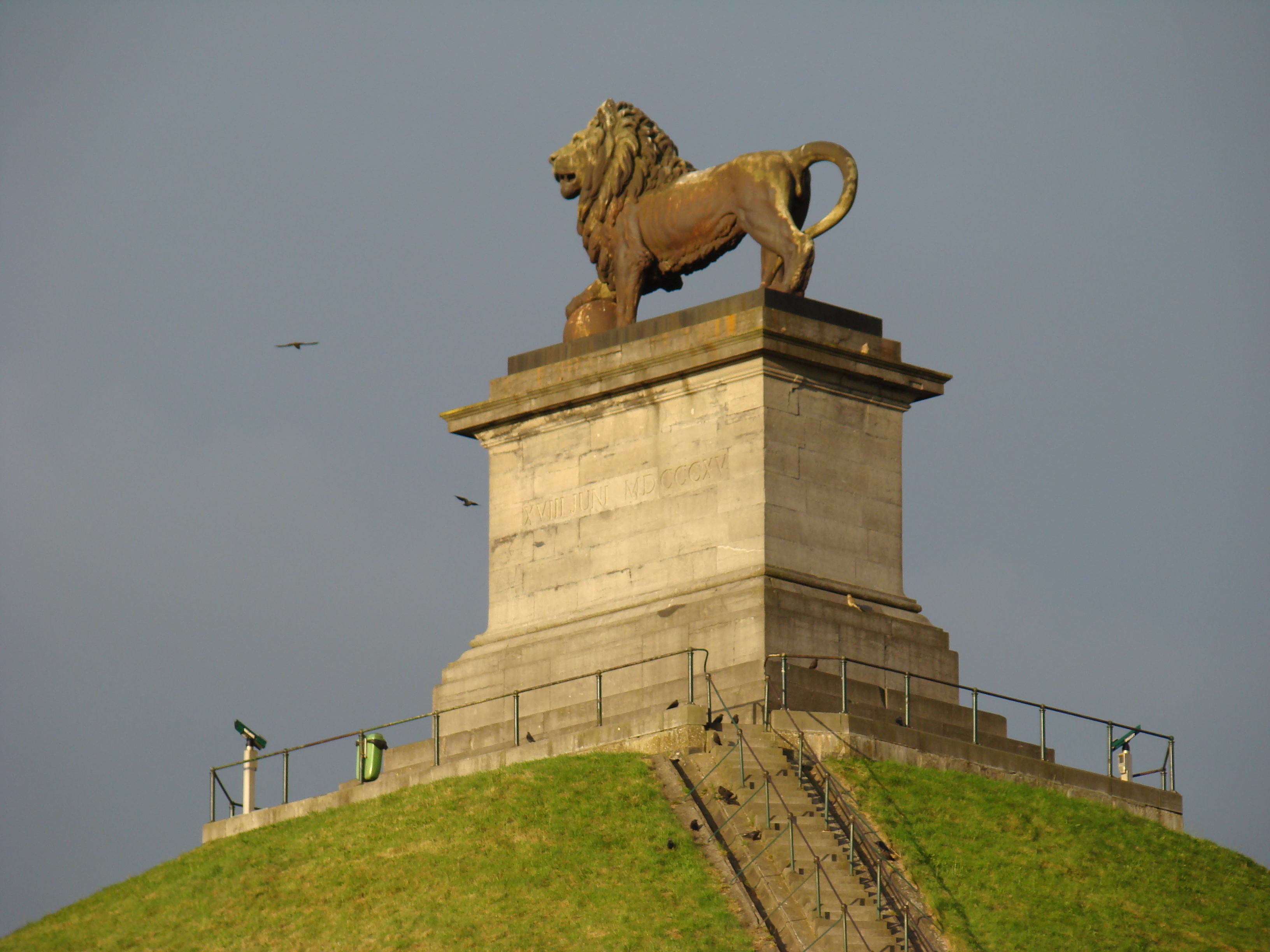
土丘顶部的狮子

山顶矗立着一尊狮子雕像及其石块基座。让•路易•范•吉尔（1787-1852）雕刻的狮子，与16世纪的美第奇狮子非常相似. 狮子既出现在英格蘭皇家徽章和英国皇家徽章上，也出现在荷兰君主的荷蘭國徽上，象征着勇气。

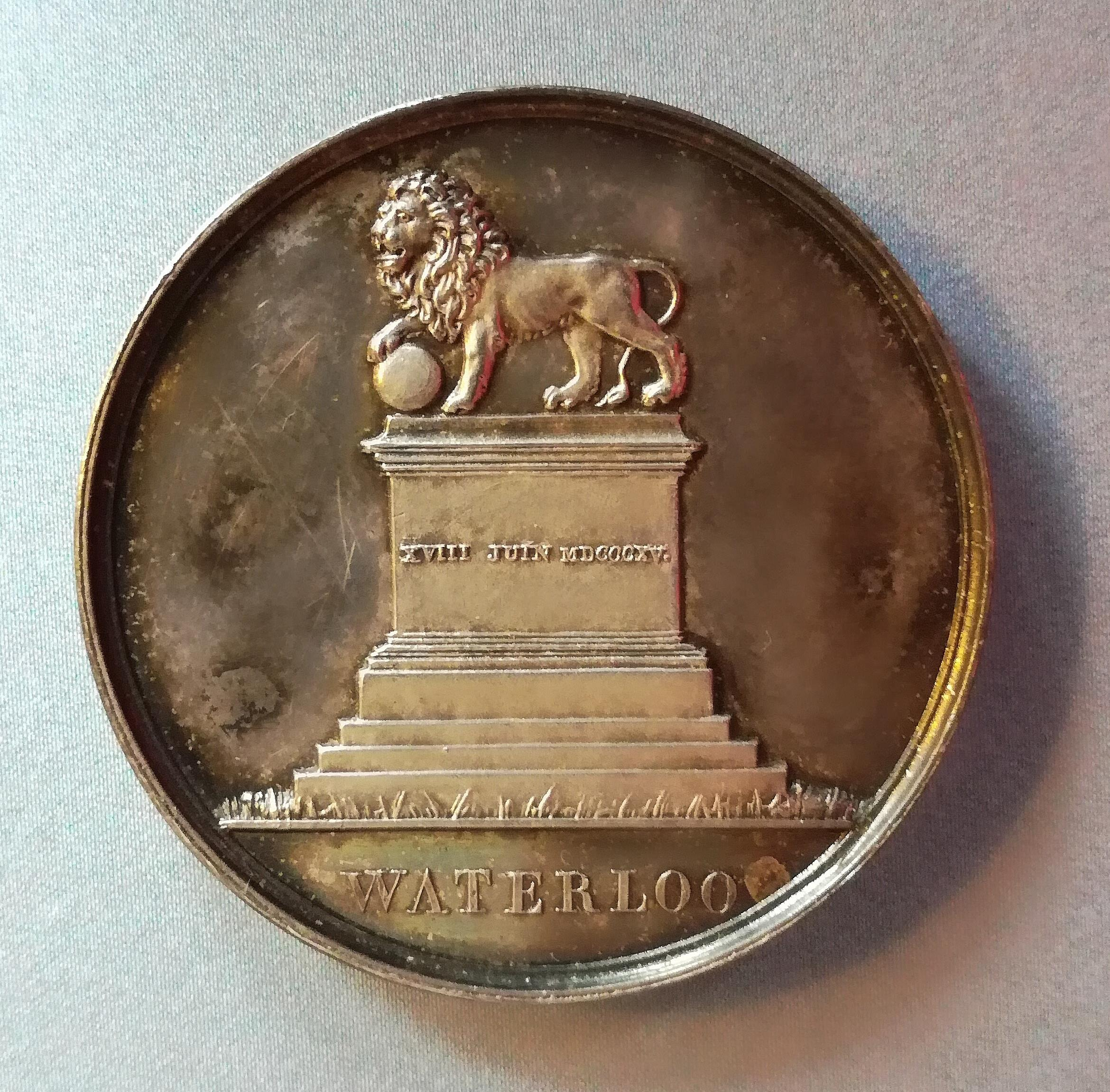
布雷姆特银徽章，约1826年

它的右前爪在一个球体上，象征着在全球的胜利。雕像重28吨，高4.45米，长4.5米。威廉•科克里尔在列日的铁厂将狮子分段铸造；一艘运河驳船将这些碎片运往布鲁塞尔 ；从那里，沉重的马车将这些部分拉到滑铁卢以南的一个低山脊圣让山（Mont-Saint-Jean）上。
有一个传说，铸造厂用法国人留在战场上的大炮熔化黄铜，用于铸造金属狮子。实际上，铸造厂是用铁铸造了九个单独的铸件，然后将这些部件在现场组装成一尊雕像。